# チャンスの殿堂!
『チャンスの殿堂!』（チャンスのでんどう）は、1999年4月14日から同年9月15日までTBS系列局で放送されていたオーディションバラエティ番組である。毎日放送とライジングプロダクションの共同製作。放送時間は毎週水曜 19:00 - 19:54 （日本標準時）。

## 概要
オーディションを中心とする内容のバラエティ番組で、1999年3月まで木曜20時台に割り当てられていた毎日放送制作枠が水曜19時台へ移動するとともにスタートした。なお、水曜19時台に毎日放送制作のレギュラー番組が放送されるのは、1992年9月に終了した『北緯35度の風』以来7年ぶりであった。
元来、毎日放送制作の番組は関東地区では視聴率が取れない番組ということもあり、時間帯の変更もあって当時人気グループだったSPEEDをレギュラーに起用し、彼女たちが所属するライジングプロダクションとの共同制作とすることでテコ入れを図ったものの、番組は半年で終了した。

## 出演者
- 島袋寛子（SPEED）
- 今井絵理子（SPEED）
- 上原多香子（SPEED）
- 新垣仁絵（SPEED）
- 菅原文太
- 関根勤
- 梅宮アンナ
- 松村邦洋
- 菅原加織
- 古本新乃輔 - 進行役を担当。
- 大神いずみ - 進行役を担当。
- 水道橋博士（浅草キッド） - リポーターを担当。
- 玉袋筋太郎（浅草キッド） - リポーターを担当。

## エンディングテーマ
- あの夏へと（MAX）
- Be proud （知念里奈）

## スタッフ
- 構成：中野俊成、外山信行、樋口卓治
- 技術協力：八峯テレビ
- 美術協力 ：アックス
- 制作協力：moma
- 製作：毎日放送、ライジングプロダクション